# Осек-Вулька
Осек-Вулька (пол. Osiek-Wólka) — село в Польщі, у гміні Ґолимін-Осьродек Цехановського повіту Мазовецького воєводства.
Населення — 72 особи (2011).
У 1975-1998 роках село належало до Цехановського воєводства.

## Демографія
Демографічна структура станом на 31 березня 2011 року:
|          | Загалом | Допрацездатний вік | Працездатний вік | Постпрацездатний вік |
| -------- | ------- | ------------------ | ---------------- | -------------------- |
| Чоловіки | 40      | 6                  | 27               | 7                    |
| Жінки    | 32      | 7                  | 19               | 6                    |
| Разом    | 72      | 13                 | 46               | 13                   |